# 二氢查耳酮
二氢查耳酮（NHC）是查耳酮的相关化合物。二氢查耳酮本身用处不多，但其衍生物存在于自然界，因可作为药品而受到关注。
二氢查耳酮（3′,5′-dihydroxy-2′,4′,6′-trimethoxydihydrochalcone、methyl linderone、5-hydroxy-6,7,8-trimethoxyflavone（alnetin）以及2′-hydroxy-3′,4′,5′,6′-tetramethoxydihydrochalcone(dihydrokanakugiol)可以在乌药青冈的树枝中被发现。

## 已知的二氢查耳酮
- Aspalathin，一种碳连接的二氢查耳酮糖苷，在南非红灌木茶中被发现
- 柚皮苷二氢查耳酮, 一种从柚皮派生的人造甜味剂
- 新橙皮苷二氢查耳酮, 从柑橘类派生的一种人造甜味剂
- Nothofagin, 一种碳连接的根皮素葡萄糖苷
- 根皮素